# 二环己基甲酮
二环己基甲酮是一种有机化合物，化学式为C13H22O，该化合物可看作丙酮的甲基替换为环己基。二环己基甲酮可燃，其燃烧产物为碳氧化物。

## 合成
二环己基甲酮可以由环己酰氯和环己基溴化镁反应得到。环己腈和格氏试剂的反应也能得到二环己基甲酮。

## 性质
二环己基甲酮的羰基可以和三乙基硅烷在二氯甲烷中反应，在一种苯并喹啉茂基铱催化剂的存在下，生成(C6H11)2CH-O-Si(C2H5)3。它也可以和苯肼盐酸盐在乙酸中回流，制得含氮杂环化合物：
它在铁催化剂（如乙酰丙酮铁）的存在下可以被三乙基硼氢化钠还原为相应的醇。以锂粉-萘-无水氯化镍作为还原体系，在四氢呋喃溶剂中对其进行还原，在室温下便可得到相应的醇。
甲基溴化镁与其作用得到的是1,1-二环己基乙醇。
二环己基甲酮在5~10 °C和三溴化磷进行溴化反应，得到二溴代产物二(1-溴环己基)甲酮。